# The Post
"The Post" is ook een afkorting van The Washington Post en The Saturday Evening Post.
The Post is een Amerikaanse dramafilm uit 2017, geregisseerd door Steven Spielberg. De film concentreert zich op de rol van Katharine Graham en Ben Bradlee met betrekking tot het aan het licht brengen van de Pentagon Papers in 1971. De hoofdrollen worden vertolkt door Meryl Streep en Tom Hanks.

## Verhaal
Het verhaal is gebaseerd op de onthulling van de Pentagon Papers, geheime documenten over de Vietnamoorlog. Als Daniel Ellsberg tot de ontdekking komt dat het Amerikaanse volk wordt voorgelogen, staat hij voor een enorm dilemma: het openbaar maken of het verzwijgen in het belang van de nationale veiligheid. Katharine Graham, Amerika’s eerste vrouwelijke krantenuitgever van The Washington Post, zet samen met haar (hoofd)redacteur Ben Bradlee alles in het werk om de documenten te publiceren na te zijn aangeklaagd door de regering-Nixon.

## Rolverdeling
| Acteur            | Personage       |
| ----------------- | --------------- |
| Meryl Streep      | Kay Graham      |
| Tom Hanks         | Ben Bradlee     |
| Alison Brie       | Lally Graham    |
| Carrie Coon       | Meg Greenfield  |
| David Cross       | Howard Simons   |
| Bruce Greenwood   | Robert McNamara |
| Tracy Letts       | Fritz Beebe     |
| Bob Odenkirk      | Ben Bagdikian   |
| Sarah Paulson     | Tony Bradlee    |
| Jesse Plemons     | Roger Clark     |
| Matthew Rhys      | Daniel Ellsberg |
| Michael Stuhlbarg | Abe Rosenthal   |
| Bradley Whitford  | Arthur Parsons  |
| Zach Woods        | Anthony Essaye  |
| David Costabile   | Art Buchwald    |
| Neal Huff         | Thomas Winship  |

## Historische achtergrond
In 1967 richtte toenmalig minister van Defensie Robert McNamara de Vietnam Study Task Force op met de bedoeling een encyclopedische geschiedenis van de Vietnamoorlog te schrijven. Het lijvige dossier, dat later bekend zou worden onder de titel "Pentagon Papers", onthulde onder meer dat de Verenigde Staten de Vietnamoorlog met opzet had uitgebreid door Cambodja en Laos te bombarderen en dat presidenten Harry S. Truman, Dwight D. Eisenhower, John F. Kennedy en Lyndon B. Johnson de bevolking hadden misleid wat betreft de ware intenties en redenen achter de oorlog. De Pentagon Papers werden in 1971 door defensieanalist Daniel Ellsberg gelekt aan onder meer The New York Times en The Washington Post. Beide kranten publiceerden verschillende documenten, waarna ze aangeklaagd werden door de Amerikaanse overheid en verdere publicatie werd tegengehouden. Enkele weken later oordeelde het Hooggerechtshof op basis van het eerste amendement van de grondwet van de Verenigde Staten dat de Pentagon Papers gepubliceerd mochten worden.

## Productie

### Ontwikkeling
Na het lezen van de memoires Personal History (1997) van Washington Post-uitgeefster Katharine Graham schreef Liz Hannah een spec script over de rol van Graham en haar krant in het publiceren van de Pentagon Papers. Het script werd in oktober 2016 verkocht aan het productiebedrijf van Amy Pascal. Op 6 maart 2017 raakte bekend dat Steven Spielberg het project zou regisseren met Meryl Streep en Tom Hanks als hoofdrolspelers. Om in mei 2017 aan de productie te kunnen beginnen, stelde Spielberg zijn geplande verfilming van The Kidnapping Of Edgardo Mortara uit. Hanks op zijn beurt stelde de productie van de oorlogsthriller Greyhound uit om aan The Post te kunnen meewerken. Scenarist Josh Singer werd in dienst genomen om het script van Hannah te herschrijven.

### Casting
Meryl Streep en Tom Hanks werden in maart 2017 gecast als Katharine Graham en Ben Bradlee. Graham was in de periode van de Pentagon Papers uitgeefster van The Washington Post. Bradlee was in diezelfde periode de hoofdredacteur van de krant. In 1976 kroop acteur Jason Robards in de huid van Bradlee voor All the President's Men, een politieke thriller over het Watergateschandaal. Robards won toen voor zijn vertolking de Oscar voor beste mannelijke bijrol. Tom Hanks kende Bradlee persoonlijk.
Begin juni 2017 werd de rest van de ensemblecast bekendgemaakt. Onder meer Sarah Paulson, Bob Odenkirk, David Cross, Bradley Whitford, Alison Brie en Michael Stuhlbarg werden aan het project toegevoegd.

### Muziek
John Williams was eerst voorzien om de filmmuziek van Steven Spielbergs Ready Player One te componeren maar omdat de postproductie voor beide films gelijk liep, besloot Williams de filmmuziek voor The Post te componeren en werd componist Alan Silvestri aangetrokken voor Ready Player One. Het is reeds de 28ste samenwerking tussen Williams en Spielberg.

### Opnames
De opnames gingen op 30 mei 2017 van start. Er werd gefilmd op verschillende locaties in Westchester County in de staat New York. Het gebouw van Premier Home Health Care in White Plains werd langs de buitenzijde gebruikt als het kantoorgebouw van The Washington Post. Het echte kantoorgebouw van de krant, gelegen in Washington D.C., was een jaar eerder afgebroken.
The Post ging op 14 december 2017 in première in het Newseum in Washington, D.C.. De film zal een beperkte release hebben in de Verenigde Staten op 22 december 2017, gevolgd door een wijdverspreide release op 12 januari 2018.

## Prijzen en nominaties
De belangrijkste:
| Jaar | Prijs                    | Categorie                      | Genomineerde(n)              | Uitslag     |
| ---- | ------------------------ | ------------------------------ | ---------------------------- | ----------- |
| 2017 | National Board of Review | Beste film                     | Steven Spielberg             | Gewonnen    |
| 2017 | National Board of Review | Beste actrice                  | Meryl Streep                 | Gewonnen    |
| 2017 | National Board of Review | Beste acteur                   | Tom Hanks                    | Gewonnen    |
| 2018 | Golden Globes            | Beste dramafilm                | Beste dramafilm              | Genomineerd |
| 2018 | Golden Globes            | Beste regisseur                | Steven Spielberg             | Genomineerd |
| 2018 | Golden Globes            | Beste acteur in een dramafilm  | Tom Hanks                    | Genomineerd |
| 2018 | Golden Globes            | Beste actrice in een dramafilm | Meryl Streep                 | Genomineerd |
| 2018 | Golden Globes            | Beste script                   | Liz Hannah & Josh Singer     | Genomineerd |
| 2018 | Golden Globes            | Beste filmmuziek               | John Williams                | Genomineerd |
| 2018 | Critics' Choice Awards   | Beste film                     | Beste film                   | Genomineerd |
| 2018 | Critics' Choice Awards   | Beste regisseur                | Steven Spielberg             | Genomineerd |
| 2018 | Critics' Choice Awards   | Beste acteur                   | Tom Hanks                    | Genomineerd |
| 2018 | Critics' Choice Awards   | Beste actrice                  | Meryl Streep                 | Genomineerd |
| 2018 | Critics' Choice Awards   | Beste acteerensemble           | Beste acteerensemble         | Genomineerd |
| 2018 | Critics' Choice Awards   | Beste origineel script         | Liz Hannah & Josh Singer     | Genomineerd |
| 2018 | Critics' Choice Awards   | Beste montage                  | Michael Kahn & Sarah Broshar | Genomineerd |
| 2018 | Critics' Choice Awards   | Beste filmmuziek               | John Williams                | Genomineerd |
| 2018 | Academy Awards           | Beste film                     | Steven Spielberg             | Genomineerd |
| 2018 | Academy Awards           | Beste actrice                  | Meryl Streep                 | Genomineerd |